# 北原志穂
北原 志穂 （きたはら しほ、1973年5月6日 - ）は、日本の元AV女優。

## 略歴
1992年4月に『新乳生』でデビューした。

## 人物
異なるプロフィールがいくつかある。
- 「新乳生」（1992年）のケース裏面のプロフィールでは、B:90・W:60・H:90としている[1]。

趣味:映画鑑賞。

## 出演作品

### アダルトビデオ
- 新乳生 （1992年4月12日、宇宙企画） ※デビュー作
- むっちんプリン （1992年5月24日、宇宙企画）
- 原色VIDEO図鑑 高級制服倶楽部 Vol.5 北原志穂 朝岡実嶺 ほか（1992年6月21日、宇宙企画）
- でかメロンちゃん （1992年7月12日、宇宙企画）
- 女学生通信 4 （1992年7月12日、宇宙企画）…オムニバス作品 他出演:泰葉 ほか
- 挑発!乳いじり （1992年9月13日、宇宙企画）
- 濃縮ミルク （1992年11月15日、宇宙企画）
- 志穂のお乳は豆タンク （1993年1月17日、宇宙企画）
- ミニスカ倶楽部 3 立野しのぶ 北原志穂 ほか （1993年2月18日、メディアックス）
- 原色VIDEO図鑑 高級制服倶楽部 Vol.8 北原志穂 水沢あのん ほか（1993年3月14日、宇宙企画）
- 乳ふりマンボ 巨乳AVアイドルNo.1（1993年9月4日、メディアックス）※「濃縮ミルク」を再編集したもの
- SUPERセレクション（1993年9月19日、宇宙企画）全5名
- 愛の贈りもの Hi-Fi写真館から巣立っていった22人の美少女達のデビューコレクション 秋山エミ・小野由美・小森愛・沢田奈緒美・河合美果 北原志穂 他（1994年1月10日、英知出版）BEV69-13
- 宇宙企画Classic 北原志穂（2002年5月11日、宇宙企画）※「新乳生」「むっちんプリン」を収録
- 宇宙企画Classic BEST REMIX（2002年7月13日、宇宙企画）全12名
- 宇宙企画 The Complete till 2008 完全限定版（2008年12月26日、宇宙企画）全100名

### イメージビデオ
- ランジェリー･コレクション 6 渡辺由架 高見沢杏奈 北原志穂（1992年4月10日、英知出版）
- ザ・セーラー服 3 北原志穂 鈴木奈緒 ほか （1992年5月27日、	メディアックス）
- ハイ・スキン 2 如月しいな 北原志穂 田中美保 ほか（1992年6月26日、メディアックス）
- SUPER・LINGERIE 20 沢口梨々子 立花未沙 北原志穂 ほか（1992年7月10日、英知出版）
- 遊びましょ! （1992年8月1日、英知出版）
- ハイレグパラダイス 2（1992年8月14日、メディアックス）
- LOVE LETTER（べっぴん特別増刊）（1992年11月5日、英知出版）
- スーパーランジェリー 4 北原志穂 西浜りえ ほか（1992年11月22日、宇宙企画）

### ビデオマガジン
- VIDEO MAGINE Beppin 30号突破 特別記念号 （1992年5月20日、英知出版）…他出演:秋乃桜子、浦西真理子、飯島愛、吉永里美
- Beppinn School vol.1 創刊号（1992年8月30日、英知出版）…他出演:高瀬彩乃、吉成圭子、渡辺由架、小峰佳世、児島理乃、一色薫
- EXSISTER 創刊号 （1992年12月14日、メディアステーション）…他出演:亜理沙、河合あすか
- GOKUH 1992 VOl.1 快感創刊号 北原志穂 沢口梨々子 水沢あのん 希志真理子 飯村いづみ クリスティ・ロウ ほか（1992年11月5日、英知出版）

### オリジナルビデオ
- 校内写生 完全実写版／女子高生はやめられない（1992年12月21日、JVD）…4話のオムニバス作品 共演:澤崎愛子、吉岡真由美 他出演:胡桃沢ひろこ、飯島愛、西尾悦子 [2]
- 冒険してもいい頃 （1992年12月19日、ケイエスエス）監督:小林要 …共演:飯島愛、澤崎愛子、吉岡真由美 [3]

## 書籍

### 写真集
- SHIHO 君のそばへ… （1992年9月14日、英知出版） - 撮影:木村智哉
- 妹の巨乳 ジューシーゼリー （1992年11月25日、マドンナ社 マドンナメイト） - 撮影:郡淳一 ISBN 9784576921761
- 10CARATS STORIES PART-2 浅倉舞・五十嵐こずえ・北原志穂 ほか 全10名（1993年7月5日、英知出版） - 撮影:木村智哉
- 宇宙GIRL あの宇宙企画が放つ究極美少女SEXY写真集 西田舞 美里真理 手塚梨絵 小松実幸 北原志穂 ほか 全8名（1993年11月25日、メディアックス）

### 雑誌
- Beppin 1992年4月号（英知出版）
- ギャルズ通信 1992年9月号（日本出版）
- URECCO 1992年12月号（ミリオン出版）
- アクションカメラ 1993年3月号（ワニマガジン）
- ザ・ベストヌードセレクション THE SPARK GIRLS（1993年10月30日、ベストセラーズ）
- ザ・ヒットMAGAZINE 1993年12月号（三和出版）

## CD
- うきうき/なんてったってX'mas（CDシングル）（1992年12月2日、ポリドール）VMDH-1015